# Фаррухзад ибн Масуд
Фаррухзад ибн Масуд (полное имя — Джамал ад-Даула Абу Шуджа Фаррух-зад) (перс. فرخزاد غزنوی‎) (1025 — 4 апреля 1059) — султан Газневидского государства (1053—1059). Его правление считалось одним из самых благоприятных, процветающих и спокойных для Газневидов . Фаррухзад был свободен от хаотической турбулентности и жадности дворцовых гулямов до конца его правления. Он был очень набожным мусульманином и постился во время Раджаба, Шаабана и Рамадана.

## Биография
Родился в 1025 году. Один из сыновей Масуда ибн Махмуда (998—1040), султана Газневидского государства (1030—1040). Находясь в крепости Баргунд, Фаррухзад был одним из газневидских князей, избежавших резни узурпатора Тогрула в 1052 году.
Фаррух нанял Абд аль-Раззака Майманди, бывшего визиря султанов Маудуда и Абд ар-Рашида, но позже уволил его и посадил в тюрьму. Он также освободил Абуль-Фадля Байхаки из его заключения, и именно во время правления Фарруха Байхаки написал свой Муджалладат (Тарих-э Бейхаки).
После хаоса, вызванного узурпацией власти Тогрула, Чагры-бек послал армию, чтобы захватить Газни. Однако гуламский генерал Хиргиз перехватил и разгромил этот отряд сельджуков.
Около 1058 года Фаррух приказал своей армии вторгнуться в Тохаристан в надежде уничтожить турок-сельджуков. Его армия поначалу добилась успеха, захватив сельджукского атабека Кутб ад-Дина Кул-Сарига. Однако Альп-Арслан контратаковал и разгромил газневидскую армию, захватив в плен многих ее командиров. Последующий мирный договор, составленный Абуль-Фадлем Байхаки, предусматривал обмен пленными и пакт о взаимном ненападении.

## Смерть
В 1058 году дворцовые гулямы совершили покушение на Фарруха в ванне, но он выхватил меч и держал их в страхе, пока его охранники прибыли и убили гулямов. В депрессию и отвращение к покушению на его жизнь, Фаррухзад отошел от мирских дел и умер от колита на 4 апреля 1059 года в возрасте тридцати четырех лет. Ему наследовал его брат Ибрахим ибн Масуд (1059—1099).